# 奧拉德西迪米胡卜
35°58′26″N 0°41′30″E / 35.97389°N 0.69167°E
奧拉德西迪米胡卜（阿拉伯语：‎）是阿爾及利亞的城鎮，位於該國西北部埃利贊省，由吉迪瓦區負責管轄，面積85平方公里，海拔高度16米，2008年人口7,588人，人口密度每平方公里90人。